# Дмитриевка (Радищевский район)
Дмитриевка — село Радищевского района, административный центр Дмитриевского сельского поселения.

## География
Находится на расстоянии примерно 12 километров по прямой на северо-запад от районного центра — посёлка Радищево.

## История
Село было основано в 1878-88 годах путём выделения из села Соловчихи.

## Население
Население составляло 557 человек в 2002 году (русские 82 %), 514 по переписи 2010 года.

## Известные уроженцы
- Левин, Дмитрий Павлович — герой Советского Союза (1944).